# Franz Larkens
Franz Larkens (18. September 1876 in Reichenberg, Österreich-Ungarn – 8. Juli 1963 in Wien) war ein österreichischer Opernsänger (Bassbariton) und Gesangspädagoge.

## Leben
Larkens war zunächst Angestellter der k.k. Staatsbahnen. Seine Bühnenkarriere begann er erst mit 46 Jahren. 1923 debütierte er am Stadttheater Mainz und blieb dort bis 1942. Danach arbeitete er als Gesangspädagoge am Peter-Cornelius-Konservatorium der Stadt Mainz.
In Mainz und auch bei Gastauftritten sang er u. a. den „Nelusco“ in Meyerbeers L’Africaine, die Titelpartie in Verdis Simon Boccanegra, den „Eugen Onegin“ in der Tschaikowsky-Oper, den „Hans Sachs“ in den Meistersingern und den „Wotan“ im Ring-Zyklus.